# Grad Larnaka
Grad Larnaka (grško Κάστρο Λάρνακας; turško Larnaka Kalesi) je grad na južni obali Cipra. Zgrajen je bil za obrambo južne obale Cipra in pristaniškega mesta Larnaka, pozneje pa je bil uporabljen kot topniška postaja, zapor in muzej.

## Zgodovina
Larnaka je bila naseljena že od 14. stoletja pr. n. št. ko so mikensko-ahajski Grki ustanovili majhno mesto. Veliko kasneje so Bizantinci blizu njegovega pristanišča zgradili majhno utrdbo. Ni jasno, kdaj je bila bizantinska utrdba prvič zgrajena, vendar arheološke raziskave, opravljene okoli gradu, kažejo, da se je začetna gradnja začela v poznem 12. stoletju našega štetja.
Mesto je pridobilo na pomenu v srednjem veku, potem ko so Genovežani zasedli glavno pristanišče v državi, Famagusto in se je pojavila potreba po novem pristaniškem mestu. Kmalu zatem je Larnaka postala eno glavnih pristanišč Ciprskega kraljestva in pojavila se je potreba po gradu, ki bi varoval mesto in pristanišče. Med letoma 1382–1398, v času vladavine Jakoba I., je bila majhna bizantinska utrdba v bližini pristanišča nadgrajena v večji grad.
V 18. stoletju je grad začel izgubljati pomen in je bil opuščen. V prvi polovici 18. stoletja je znameniti raziskovalec opat Giovanni Mariti zapisal, da je grad v napol podrtem stanju; vendar ga je še vedno varovala garnizija. Teoretiziral je, da bi lahko grad zgradili Osmani zaradi njegovega turškega sloga in napisov.
Ves čas britanske vladavine so grad uporabljali kot zapor, kjer so namestili vislice za usmrtitev zapornikov. Zadnja usmrtitev je bila izvedena leta 1948. Med ciprsko državljansko vojno so ciprski Grki držali grad in ga tudi uporabljali kot zapor.

## Trenutna uporaba
Po osamosvojitvi Cipra je bil sam grad preurejen v muzej, grajsko dvorišče pa v gledališče na prostem, ki sprejme 200 ljudi. Starine iz zgodnjekrščanskega, bizantinskega in postbizantinskega Cipra so razstavljene v zahodni sobi muzeja, medtem ko so bizantinske stenske poslikave razstavljene v osrednji sobi, srednjeveška keramika, posoda in orožje pa zasedajo vzhodno sobo.

## Galerija
- Zunanjost
- Vhod
- Notranjost
- Notranjost